# Три Сестры (Сухоложский район)
Три Сестры — скала в Свердловской области России, расположенная к востоку от Уральских гор на скалистом левом берегу реки Пышмы. Скала находится в пределах старинного уральского села Курьи, на территории санатория «Курьи». На вершине стоит ротонда, именуемая «Храм Воздуха». Геоморфологический и ботанический памятник природы, популярное место отдыха. Скала с ротондой на вершине является символом села Курьи и одним из самых известных символов Урала.

## Название
Название скала получила из-за формы трёх выдающихся скальных выступов на склоне, расположенных прямо над рекой. Также существует версия, что название скалы произошло от легенды о трёх сёстрах. Согласно легенде, три девушки были влюблены в одного юношу и, чтобы не строить своё счастье на несчастьях двух других, они все втроём бросились в реку с обрыва.

## Описание
Скала представляет собой почти отвесный утёс с мощными башнеобразными выступами высотой до 40 м. На вершине утёса в конце XIX веке была построена беседка ротондного типа, благодаря чему скала имеет узнаваемый облик. В одном из башенных выступов в нескольких метрах над уровнем берега реки находится пещерный грот. Береговые склоны скалы покрыты сосновым лесом. Со скалы открывается обзор на село Курьи на противоположном берегу Пышмы. В 200 м находится скала Чёртов Стул.
В 2001 году Постановлением Правительства Свердловской области от 17 января 2001 года № 41-ПП скала Три Сестры была объявлена геоморфологическим и ботаническим памятником природы. Этим же правовым актом охрана территории объекта возложена на Сухоложское лесничество. Площадь особо охраняемой природной территории составляет 5 га. Для сохранения памятника природы необходимо поддерживать санитарное состояние, а также запретить разведение костров вблизи охраняемой территории.

## Храм Воздуха

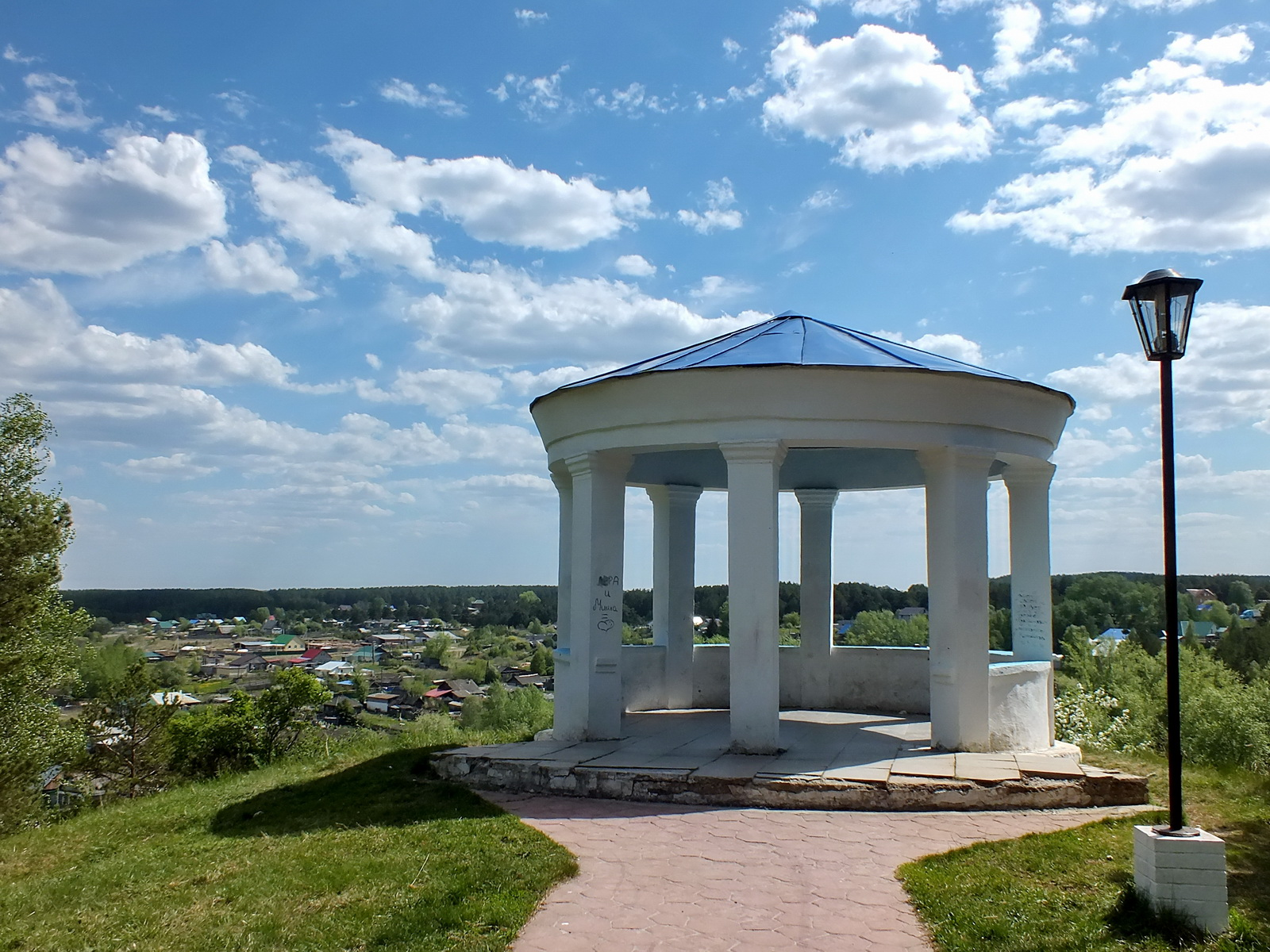
Ротонда «Храм Воздуха»

Стоящая на вершине утёса ротонда «Храм Воздуха» построена в стиле ампир из белого мрамора, имеет колонную основу, состоящую из восьми прямоугольных колонн с барьерным ограждением между ними со стороны склона; крыша коническая, крытая листовым оцинкованным железом синего цвета. Ротонда стоит на скальном основании и со стороны берега окружена сосновым лесом. Из санатория «Курьи» до ротонды ведёт мощённая аллея. Беседка была построена в конце XIX века после основания санатория «Курьи». Вероятно сюда заходил писатель Д. Н. Мамин-Сибиряк, бывавший в Курьях на отдыхе.

## Галерея

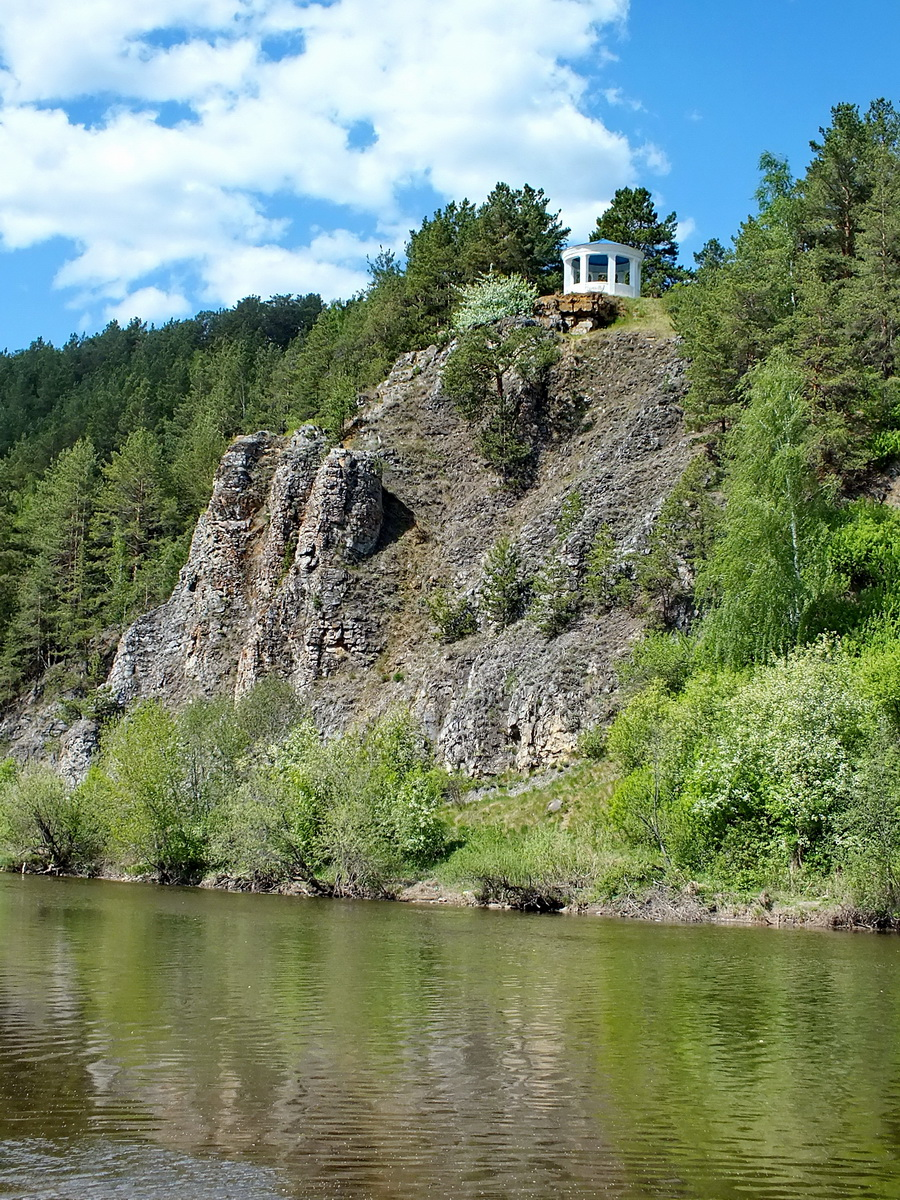
Вид на скалу Три Сестры
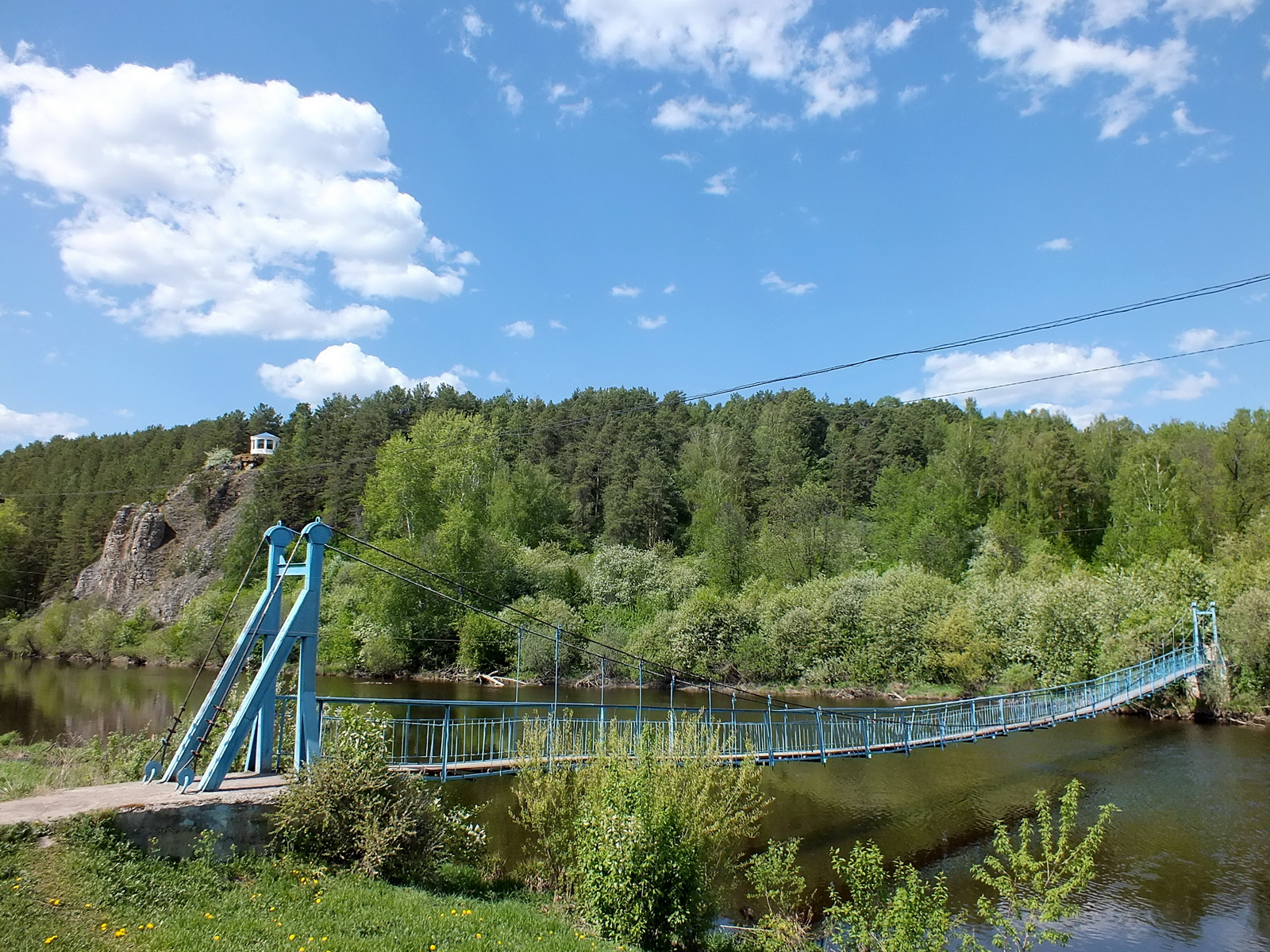
Вид на скалу и висячий мост
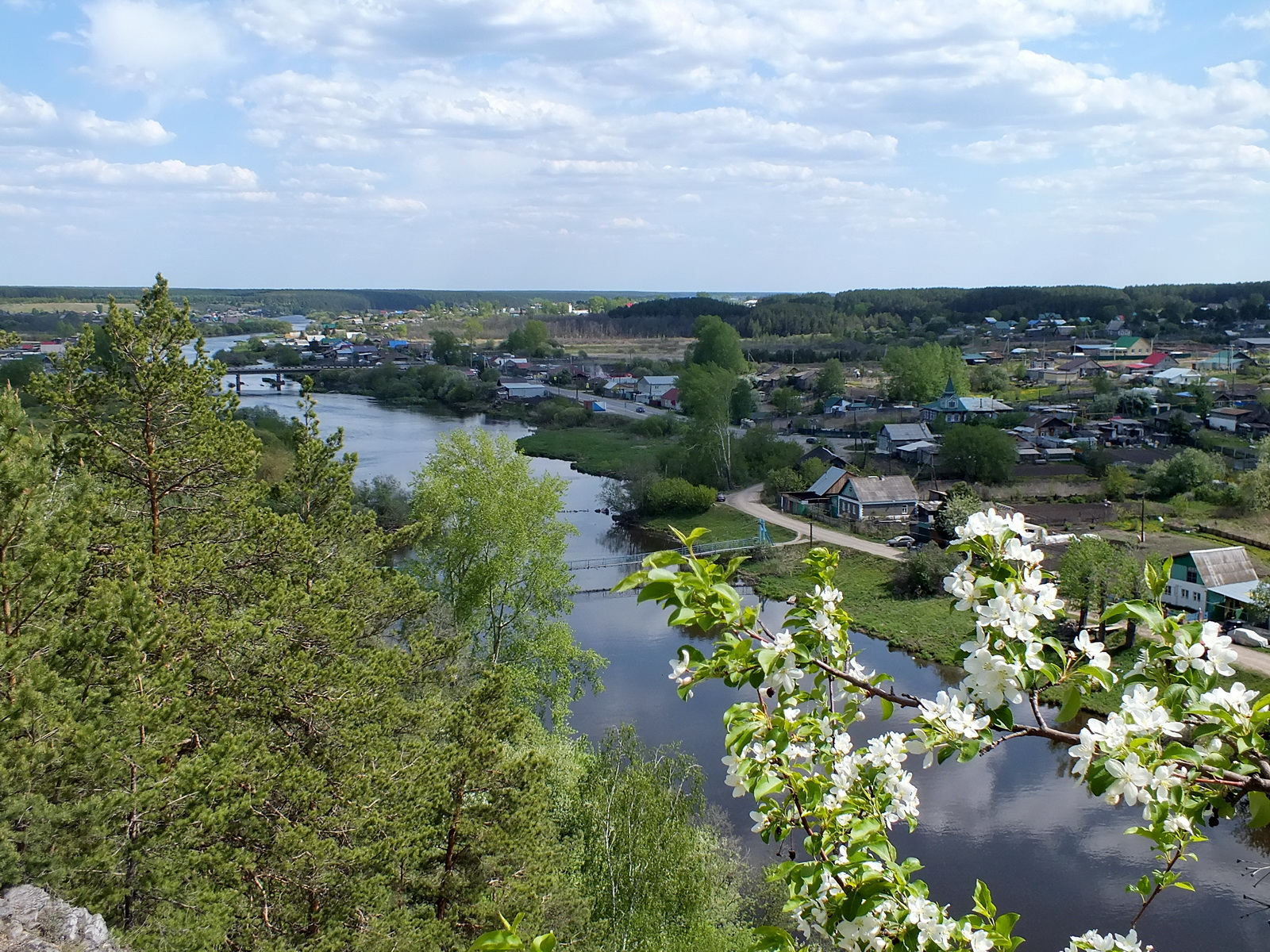
Вид со скалы на село Курьи
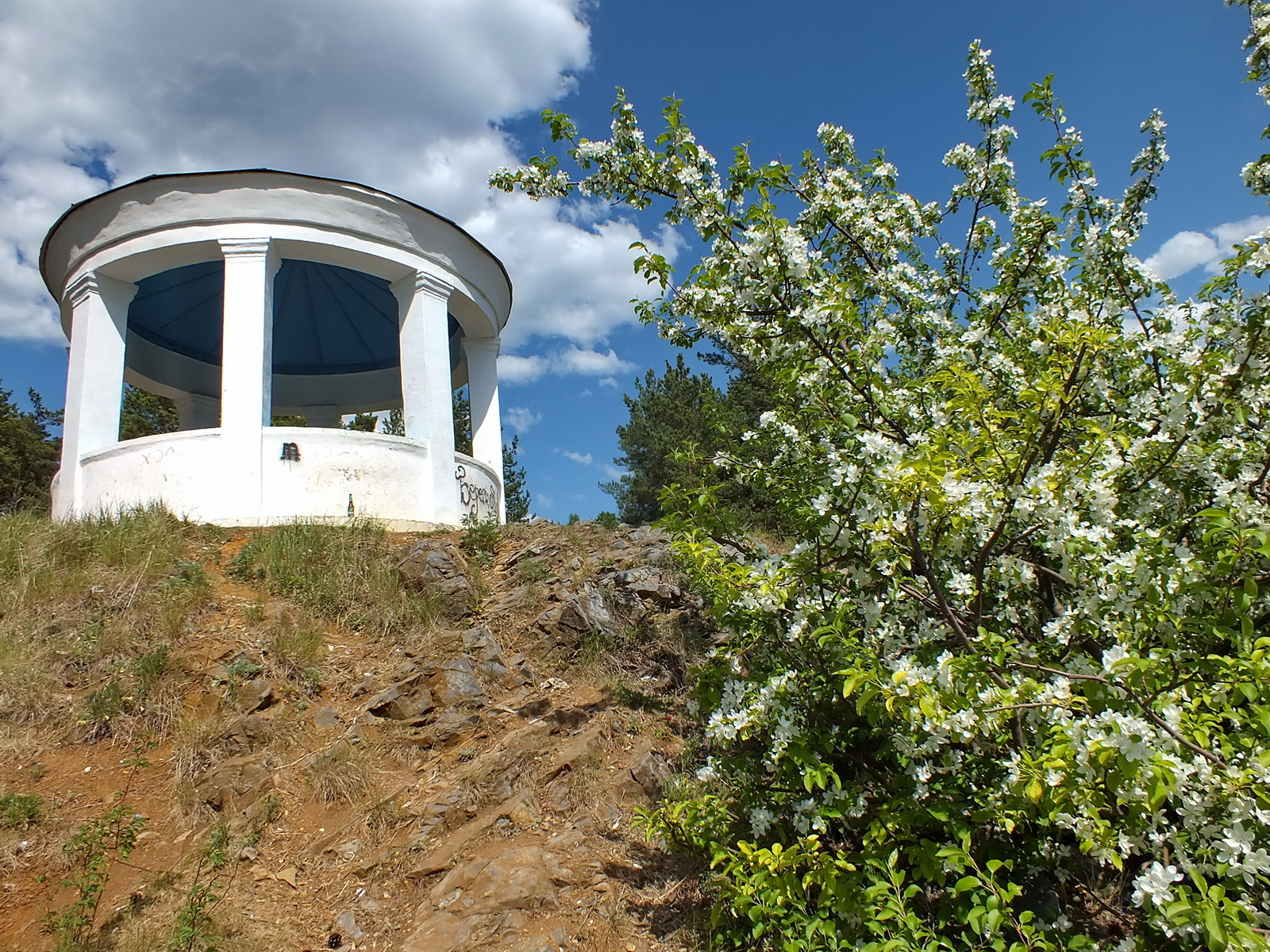
Ротонда, вид со склона скалы